# Бараг, Лев Григорьевич
Лев Григо́рьевич Бараг (30 декабря 1910  [12 января 1911], Киев — 4 сентября 1994, Уфа) — советский и российский фольклорист и литературовед. Доктор исторических наук (1969). Профессор (1970).
Лауреат Премии Башкирской АССР имени Салавата Юлаева за лучшие произведения и работы в области литературы, искусства и исполнительского мастерства (1987). Заслуженный деятель науки БАССР (1977). Вклад в развитие исследования белорусского и башкирского фольклора.

## Биография
Родился 30 декабря 1910 года (по старому стилю) в Киеве, в семье харьковского первой гильдии купеческого сына Герша Йосевича Барага и Перли Бараг.
В 1931 году окончил литературный факультет Московского государственного педагогического института (МГПИ), аспирантуру МГПИ (кандидат филологических наук, 1938). Ученик Н. К. Гудзия и П. Г. Богатырева.
С 1938 года в Минске, где работал в Минском педагогическом институте. В 1941—1943 годах — в Свердловском университете.
С 1944 года — доцент Белорусского государственного университета (БГУ). Во время кампании по борьбе с космополитизмом в 1949 году по указанию властей был уволен из БГУ, ему дали 24 часа, чтобы он покинул Минск. Бараг был вынужден покинуть не только Минск, но и Белоруссию. Фактически это был вынужденный побег. Около двух лет перебивался — нигде не мог устроиться на преподавательскую работу. С 1951 года в Уфе, где работает в Башкирском государственном университете (БашГУ) до своей кончины.
Умер в Уфе 4 сентября 1994 года. Похоронен на Южном кладбище.

## Научная и преподавательская деятельность
В 1938 −1941 годах, по окончании аспирантуры, доцент, зав. кафедрой Минского педагогического института, одновременно научный сотрудник Института языка и литературы АН БССР. С 1941 года доцент, зав. кафедрой Свердловского университета. С 1943 по 1949 год доцент кафедры всеобщей литературы БГУ, преподает древнерусскую литературу, курс истории русской критики, собирает, исследует и преподает фольклор.
В 1948—1949 годах, в ходе идеологической кампании по борьбе с космополитизмом, Л. Г. Бараг был обвинен в том, что в своей научной и педагогической работе он принижает белорусский фольклор, считая, что его сходство с фольклором других европейских народов возникло через заимствования, как результат различных западноевропейских влияний.
В 1951 году стал доцентом Башкирского педагогического института (с 1957 — БашГУ). С 1966 по 1988 год заведует кафедрой русской литературы и фольклора БашГУ. Одновременно, с 1972 года, — научный сотрудник Института истории, языка и литературы Башкирского научного центра Уральского отделения АН СССР. В 1969 году, по окончании докторантуры Института этнографии АН СССР, защитил докторскую диссертацию на тему «Взаимосвязи и национальное своеобразие восточнославянских народных сказок».
Научная деятельность Льва Григорьевича Барага связана с собиранием и исследованием восточнославянского и тюркского сказочного эпоса XVIII-XX веков, в центре научно-исследовательских интересов — белорусская народная сказка. В 1934—1990 гг. Бараг участник и руководитель научных фольклорно-этнографических экспедиций БГУ и БашГУ по разным областям Белоруссии, Украины, Башкирии). Лев Бараг осуществил многочисленные научные издания белорусских, русских, украинских и башкирских сказок. Всего им опубликовано около 300 научных работ на белорусском, русском, немецком, английском, украинском, польском и башкирском языках. Признанием международного авторитета Льва Барага явилось его сотрудничество с редколлегией 60-томной «Энциклопедии сказок», выходившей в Берлине и Нью-Йорке на немецком и английском языках с 1975 года, в которой публиковались его статьи о белорусских, русских, башкирских и украинских сказках.
В 1966 году Бараг публикует в Берлине в издательстве Akademie Verlag сборник (свод) избранных белорусских сказок на немецком языке «Belorussische Volksmärchen» («Белорусские сказки»). Лев Бараг является издателем сборника «Belorussische Volksmärchen», автором подробного научного комментария к сказочным текстам и послесловия. Из 122 сказок, вошедших в сборник, 36 являются переводом впервые опубликованных белорусских сказок, записанных самим Львом Барагом. В научном комментарии к сборнику впервые определено место публикуемых белорусских народных сказок по международному Указателю сказочных сюжетов Аарне — Томпсона, который принят на вооружение международной фольклористикой. Издание свода послужило широкому включению белорусских фольклорных материалов в труды славистов разных стран. Всего с 1966 по 1980 год сборник избранных белорусских сказок на немецком языке «Belorussische Volksmarchen» выдержал 10 изданий.
В 1969 году Л. Г. Бараг публикует монографию «Беларуская казка». Также является автором комментария к отдельным белорусским сказкам (волшебным, о животных и социально-бытовым), вошедшим в многотомный свод белорусского фольклора «Беларуская народная творчасць», который был подготовлен сотрудниками Института искусствознания, этнографии и фольклора АН БССР и издан в 70-80 гг. XX в.
В 1984—1985 гг. Л. Г. Бараг совместно с Н. В. Новиковым, опубликовал в академическом издательстве «Наука», «Народные русские сказки А. Н. Афанасьева в 3-х томах», которое является наиболее полным научным изданием сказок А. Н. Афанасьева со скрупулёзными научными комментариями и указателем сказочных сюжетов по системе Аарне-Томпсона. Издание предваряет предисловие Л. Г. Барага и Н. В. Новикова «А. Н. Афанасьев и его собрание народных сказок»
Л. Г. Бараг, будучи участником и руководителем фольклорно-этнографических экспедиций БашГУ, собирает и исследует фольклор народов Башкирии, используя богатый опыт изучения белорусских сказок. Л. Г. Бараг оказал огромное влияние на фольклористику Башкирии, воспитал плеяду талантливых учеников, его по праву можно считать основоположником школы башкирской фольклористики.
Совместно с сотрудниками кафедры, аспирантами и студентами БашГУ Лев Бараг осуществил классификацию, комментирование и редактирование сказок, легенд и преданий, записанных в Башкирии на русском языке и опубликованных в Башкирском книжном издательстве в двух изданиях (1966, 1975). Сказочные сюжеты сборников подвергнуты типологическому анализу, с определением сюжетных типов по международному Указателю Аарне — Томпсона. Количественные данные о русских, белорусских и украинских вариантах сюжетов, не учтенных в каталоге Аарне-Томпсона, приводятся по материалам «Сюжеты и мотивы белорусских волшебных сказок».
Л. Г. Бараг — соредактор и соавтор классификации, систематизации и научного комментария к 5-ти томам башкирских народных сказок (волшебных, волшебно-героических, богатырских, о животных и социально-бытовых), которые вошли в свод (18-томную научную серию) башкирского фольклора «Башкирское народное творчество» на башкирском языке с комментариями на русском языке, изданный в Башкирском книжном издательстве в 1972—1986 гг. Всего в своде опубликовано и научно прокомментировано более пятисот сказочных текстов. В научный оборот в данном своде введены многие прежде неизвестные произведения (например, в пятой книге сказок из 189 текстов 183 опубликованы впервые). В комментариях даны история и география распространения отдельных сюжетов, названы близкие иноязычные параллели. Типологический анализ сказок свода произведен по международному «Указателю сказочных сюжетов» Аарне — Томпсона и по «Сравнительному Указателю сюжетов. Восточнославянская сказка».
Л. Г. Бараг является соредактором перевода и соавтором научного комментария к двенадцатитомному своду башкирских народных сказок на русском языке (многие из которых в переводе на русский язык были опубликованы впервые), изданном в 1987—1991 гг.

## Признание
В феврале 2011 года в Башкирском государственном университете прошла Международная научно-практическая конференция «Проблемы взаимодействия языка, литературы и фольклора и современная культура» к 100-летию со дня рождения доктора исторических наук, профессора кафедры русской литературы и фольклора Барага Льва Григорьевича.